# Eoformica
Genre
Eoformica est un genre fossile d'insectes hyménoptères de la famille des Formicidae (les fourmis).

## Systématique
Le genre Eoformica est décrit et publié en 1921 par Theodore Dru Alison Cockerell,

### Publication originale
- (en) Theodore D. A. Cockerell, « Some Eocene insects from Colorado and Wyoming », Proceedings of the United States National Museum, Washington, Washington Government Printing Office, vol. 59, no 2358,‎ 1921, p. 29–39 (ISSN 0096-3801 et 2377-6560, OCLC 1259735, DOI 10.5479/SI.00963801.59-2358.29, lire en ligne). .

### Citations
Ce genre Eoformica est cité par B. Bolton en 2003, F. M. Carpenter en 1992 et par G. M. Dlussky et A. P. Rasnitsyn en 2002.

## Liste d'espèces
Selon Paleobiology Database (14 juin 2025) :

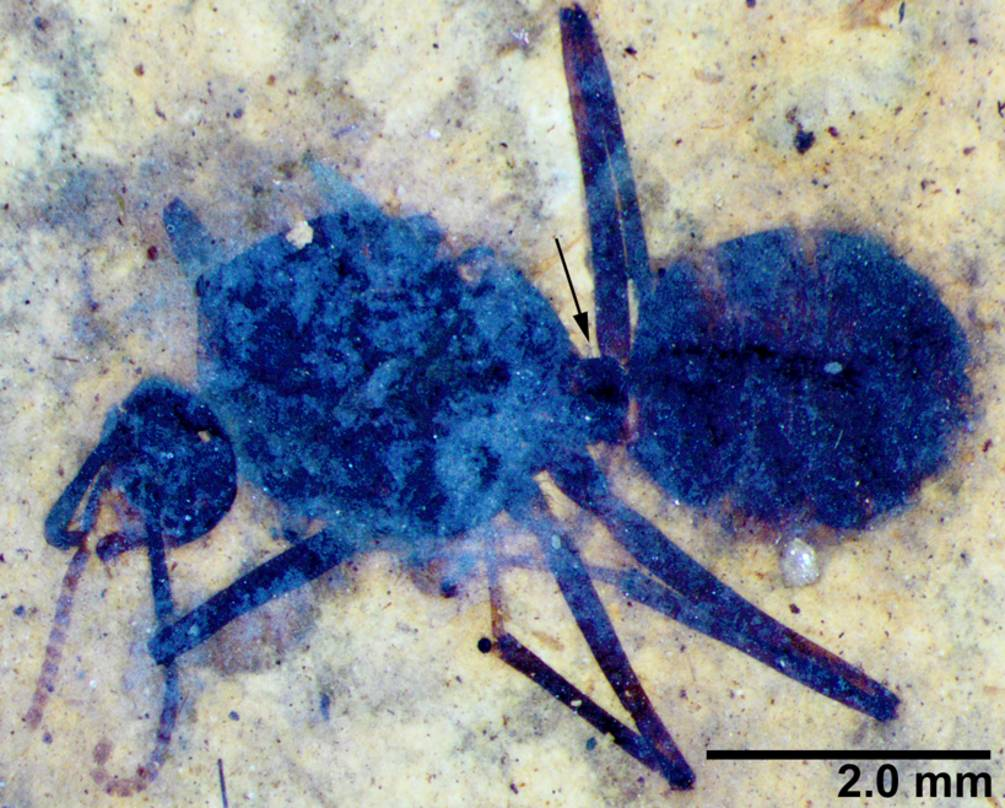
Eoformica brevipetiola USNM609610 vue dorsale.

- † Eoformica brevipetiola LaPolla & Greenwalt, 2015
- † Eoformica expectans Théobald, 1937
- † Eoformica globularis Dlussky & Rasnitsyn, 2002
- † Eoformica latimedia LaPolla & Greenwalt, 2015
- † Eoformica magna Dlussky & Rasnitsyn, 2002
- † Eoformica pinguis (Scudder, 1877)